# Reldia alternifolia
Reldia alternifolia är en tvåhjärtbladig växtart som beskrevs av Wiehler. Reldia alternifolia ingår i släktet Reldia och familjen Gesneriaceae. Inga underarter finns listade i Catalogue of Life.